# Flos anthracophila
Flos anthracophila är en fjärilsart som beskrevs av Lambertus Johannes Toxopeus 1929. Flos anthracophila ingår i släktet Flos och familjen juvelvingar. Inga underarter finns listade i Catalogue of Life.